# 胶版印刷
胶版印刷（英語：hectograph）是一种印刷工艺，當人們要膠板印刷時，需要將含有特殊墨水的原件转移到一盘明膠或一块被固定在金属框架上的明胶垫上。虽然该技术已经較少，但一些艺术從業人員會使用該技術。